# Sophie Bredier
Pour les articles homonymes, voir Bredier.
Sophie Bredier, née le 17 octobre 1970 à Incheon (Corée du Sud), est une réalisatrice de documentaires et scénariste.  La plupart de ses films, engageant une parole intime, traitent de la filiation et de la perte en partant d’un matériau physique tel le corps ou les lieux. 
Par ailleurs scénariste, Sophie Bredier a participé à l’écriture des scénarios des deux longs-métrages de fiction de Myriam Aziza, La Robe du soir (2008) et Simone Benloulou (2016). Elle apparaît amicalement dans certains films comme La Croisade d’Anne Buridan de Judith Cahen ou encore Gare du Nord de Claire Simon.
D’abord largement autobiographique (ses trois premiers films Nos traces silencieuses (1998), Séparées (2000) et Corps étranger (2004) mettent en scène ses interrogations identitaires autour du mystère de ses origines et de sa perception ambiguë de son statut d’« étrangère »), son cinéma s’est progressivement tourné vers les autres tout en demeurant fondamentalement travaillé par une poignée de thématiques personnelles comme le statut de la femme (Femmes asiatiques, femmes fantasmes), la perte (Élie et nous), l’abandon (La Tête de mes parents), la réparation (Mon beau miroir), ou encore la filiation (Orphelins de la patrie).

## Biographie
Adoptée par un couple de Français à l’âge de quatre ans, elle vit ses dix premières années en banlieue parisienne puis étudie au lycée Henri-IV. Après son baccalauréat, refusant la voie des classes préparatoires, elle entame des études de Lettres classiques à la Sorbonne où elle commence l’apprentissage du grec ancien tout en multipliant des activités parallèles comme la photographie et le militantisme. Elle participe notamment à l’émission NRV sur Fréquence Paris Plurielle entre 1993 et 1995 où elle s’initie à la critique de films et fait partie des fondatrices du groupe féministe Marie Pas Claire. Fascinée depuis l’adolescence par l’absolu du geste autobiographique de Michel Leiris faisant reposer sa morale de l’engagement sur une exigence d’authenticité radicale, elle rédige sa maîtrise de lettres modernes sur Les limites de l’autobiographie dans La Règle du Jeu tout en cherchant comment lui donner une correspondance cinématographique.
Après quelques expériences dans la presse écrite (rédactrice aux Cahiers du cinéma, Bref et à L’Écran entre 1995 et 1996), la rencontre décisive avec Myriam Aziza la convainc de se tourner résolument vers le cinéma et de se lancer dans une démarche autobiographique avec Nos traces silencieuses, premier film documentaire qu’elles co-réalisent en 1998. Questionnant à partir de traces laissées sur sa peau ce qui persiste et ce qui s’efface des expériences passées, Sophie Bredier mêle sa propre histoire à des témoignages de survivants de la Shoah et des Khmers rouges. D’abord présenté dans le circuit des festivals (il remporte notamment le prix du jury documentaire au Festival du film de Belfort - Entrevues; le Golden Spire au Festival international du film de San Francisco dans la catégorie documentaire à la première personne ; le prix des Cinémas de recherche au Festival international de cinéma de Marseille) il bénéficiera d’une double diffusion sur France 3 et d’une sortie nationale en salle en mars 2000.
Toujours associée à Myriam Aziza, Sophie Bredier pousse plus loin ses investigations autobiographiques avec Séparées (produit par l’INA et Arte) en retournant pour la première fois en Corée du Sud depuis son abandon, sur les traces de ses parents biologiques. Mettant en parallèle l’intime et le politique en articulant son destin individuel avec l’histoire de la Corée marquée par la scission entre le Nord et le Sud depuis 1953, Sophie Bredier revient de ce voyage filmique sans espoir de retrouver sa famille. Séparées obtiendra le prix Louis-Marcorelles au Cinéma du Réel de 2001 et sera présenté à Cannes dans la sélection de l’ACID.
Avec Corps étranger (produit par l’INA et Agat Films & Cie - Ex Nihilo), qu’elle réalise cette fois seule en 2004, Sophie Bredier viendra clore et parachever ce triptyque autobiographique inaugural. Se mettant en scène alors qu’elle est enceinte, bouleversée par la perspective d’avoir un enfant à qui bientôt transmettre une histoire familiale et une culture « empruntées », elle y poursuit sa quête identitaire en la plaçant cette fois sur le plan de la filiation tout en élargissant sa focale pour interroger le malaise identitaire de toute personne  « déplacée » dans une autre culture. À la suite de la diffusion du film sur ARTE dans La lucarne, Isabelle Potel dans le journal Libération titrera sa critique : « Une réalisatrice est née » — notant la capacité de la cinéaste à « parler de choses dont le plus souvent personne n’ose, ne sait, parler. ».
Délaissant progressivement la forme autobiographique, Sophie Bredier dans son film suivant, Femmes asiatiques, femmes fantasmes (produit par EX NIHILO et Arte en 2007), interroge à la fois la fascination que la femme asiatique a toujours suscitée chez les Occidentaux et ses différentes représentations au fil du temps à la fois dans l’art et dans l’imaginaire collectif. Sollicitant des personnalités du monde artistique comme Jean-Paul Goude, Christophe Gans, Romain Slocombe ou Setsuko Balthus, il s’agit d’un portrait composite qui explore les soubassements racistes et néo-colonialistes d'une certaine forme d’érotique propre à la femme asiatique toujours prégnants dans la culture occidentale.
Présenté en compétition en 2010 dans le cadre du festival international Cinéma du Réel, Élie et nous (produit par AGAT Films) raconte à la manière d’un thriller, l’histoire d’Élie Buzyn, déjà présent dans Nos Traces silencieuses. Cet ancien déporté à Auschwitz, après s’être fait opérer afin d’effacer le numéro de matricule tatoué sur sa peau, perd finalement la relique glissée dans son portefeuille et entreprend de la retrouver, incapable de supporter sa disparition. Dans cette réflexion sur la trace et la perte, la cinéaste reprend et déplace ses propres problématiques et interrogations identitaires, faisant de l’histoire d’Élie une fable universelle. Ce film est sélectionné par le ministère des Affaires étrangères dans le cadre de CulturesFrance Cinéma.
Produit par AGAT films et France 2, La Tête de mes parents (diffusé en septembre 2012 sur France 2 dans la case Infrarouge) permet à Sophie Bredier de revenir sur le thème de l’abandon en dehors de son cas personnel. Elle y interroge des hommes et des femmes nés sous X et ayant entrepris à un moment de leur vie d’adulte de retrouver leur père ou leur mère biologique,.
Dans une veine plus proche du cinéma direct, Mon beau miroir (co-produit par AGAT films et France 2 et diffusé à la télévision en mai 2013), propose l’espace d’une saison une immersion à l’hôpital Saint-Louis dans le service de chirurgie plastique, reconstructrice et esthétique du professeur Maurice Mimoun, aussi présent dans Nos traces silencieuses et Élie et nous. Suivant le parcours de différents patients ayant décidé de se faire opérer du visage pour gagner une réparation, au sens propre et/ou figuré, et se réconcilier avec leur image, Sophie Bredier invite à une sorte de traversée intérieure renvoyant chacun à ses réactions face à la souffrance, à la maladie et aux accidents de la vie. 
En 2014, elle réalise Orphelins de la Patrie qui explore le statut particulier de pupille de la nation. Déroulant à travers une série d’entretiens et de fragments de vie une sorte d’histoire parallèle de la France à travers quelques conflits marquants du XXe siècle (travaillant notamment la problématique des guerres coloniales françaises et de ces enfants d'« ailleurs » adoptés par la « Mère Patrie »), Sophie Bredier articule une fois encore l’autobiographique et l’universel en ancrant sa réflexion dans sa propre histoire (son arrière grand-père « adoptif » est mort à Verdun).
En 2017, son dernier film Maternité secrète (Secret Nest) est présenté en première mondiale et en compétition internationale au festival DOK Leipzig. En janvier 2018, il est en première française et en compétition nationale au FIPA, à Biarritz.

## Filmographie

### Réalisatrice

#### Documentaires
- 1998 : Nos traces silencieuses
- 2000 : Séparées
- 2004 : Corps étranger
- 2007 : Femmes asiatiques, femmes fantasmes
- 2009 : Élie et nous
- 2011 : La Tête de mes parents
- 2012 : Mon beau miroir
- 2014 : Orphelins de la patrie
- 2017 : Maternité secrète
- En cours : Portrait chinois

### Scénariste
- 1998 : Lettres décousues
- 2008 : La Robe du soir
- 2017 : Simone Benloulou